# Port lotniczy Makau
Port lotniczy Makau – międzynarodowy port lotniczy położony na sztucznej wyspie 2 km na wschód od centrum Makau. Jest jednym z największych portów lotniczych w tej części Chin. W 2010 roku obsłużył 4 mln pasażerów.

## Linie lotnicze i połączenia
| Linia Lotnicza          | Kierunek |
| ----------------------- | --- |
| AirAsia                 | 1. Kota Kinabalu 2. Kuala Lumpur |
| Air Busan               | 1. Pusan |
| Air China               | 1. Wuhan |
| Air Macau               | 1. Bangkok-Don Muang 2. Bangkok-Suvarnabhumi 3. Pekin 4. Pekin-Daxing 5. Changzhou 6. Chengdu-Tianfu 7. Chongqing 8. Đà Nẵng 9. Guiyang 10. Hangzhou 11. Hanoi 12. Dżakarta 13. Kaohsiung 14. Kuala Lumpur 15. Nankin 16. Nanning 17. Ningbo 18. Osaka-Kansai 19. Qingdao 20. Seul-Inczon 21. Szanghaj-Hongqiao 22. Szanghaj-Pudong 23. Singapur 24. Taizhong (od 1 listopada 2024) 25. Tajpej-Taoyuan 26. Tiencin 27. Tokio-Narita 28. Wenzhou 29. Xiamen |
| Bamboo Airways          | Czartery: 1. Nha Trang |
| Batik Air Malaysia      | 1. Tawau |
| Cambodia Airways        | 1. Phnom Penh |
| Cebu Pacific            | 1. Manila |
| China Eastern Airlines  | 1. Pekin-Daxing 2. Hefei 3. Nankin 4. Szanghaj-Hongqiao 5. Szanghaj-Pudong 6. Wuxi 7. Xi’an |
| China Southern Airlines | 1. Pekin-Daxing |
| EVA Air                 | 1. Kaohsiung 2. Tajpej-Taoyuan |
| Firefly                 | 1. Tawau |
| Hainan Airlines         | 1. Haikou |
| Jeju Air                | 1. Seul-Inczon |
| Jin Air                 | 1. Seul-Inczon |
| Juneyao Airlines        | 1. Szanghaj-Pudong |
| Korean Air              | 1. Seul-Inczon |
| Philippines AirAsia     | 1. Manila |
| Scoot                   | 1. Singapur |
| Shanghai Airlines       | 1. Szanghaj-Hongqiao 2. Szanghaj-Pudong |
| Shenzhen Airlines       | 1. Nankin 2. Nantong 3. Wuxi |
| Spring Airlines         | 1. Szanghaj-Pudong |
| Starlux Airlines        | 1. Taizhong 2. Tajpej-Taoyuan |
| Thai AirAsia            | 1. Bangkok-Don Muang |
| Thai Lion Air           | 1. Bangkok-Don Muang |
| Thai VietJet Air        | 1. Bangkok-Suvarnabhumi |
| Tigerair Taiwan         | 1. Kaohsiung 2. Taizhong (do 27 października 2024) 3. Tajpej-Taoyuan |
| VietJet Air             | Czartery: 1. Đà Nẵng 2. Nha Trang |
| Xiamen Air              | 1. Fuzhou 2. Hangzhou 3. Quanzhou 4. Xiamen |